# المقداحة (إب)

تعديل مصدري - تعديل

المقداحة محلة تابعة لقرية الشماحى، التابعة لعزلة الموية بمديرية إب إحدى مديريات محافظة إب في الجمهورية اليمنية.، بلغ تعداد سكانها 49 حسب تعداد اليمن لعام 2004.